# Kawayan
Kawayan ist eine philippinische Stadtgemeinde in der Provinz Biliran. Sie hat 20.291 Einwohner (Zensus 1. August 2015). 17 km nördlich der Gemeinde liegt Maripipi Island, zu der eine Fährverbindung besteht.

## Baranggays
Kawayan ist politisch unterteilt in 20 Baranggays.
| - Baganito - Balacson - Bilwang - Bulalacao - Burabod - Inasuyan - Kansanok - Mada-o - Mapuyo - Masagaosao | - Masagongsong - Poblacion - Tabunan North - Tubig Guinoo - Tucdao - Ungale - Balite - Buyo - Villa Cornejo (Looc) - San Lorenzo |